# 2975 Spahr
2975 Spahr eller 1970 AF1 är en asteroid i huvudbältet som upptäcktes den 8 januari 1970 av de båda ryska astronomerna Chejno Iogannovitj Potter och A. Lokalov på Cerro El Roble. Den har fått sitt namn efter den amerikanske astronomen Timothy B. Spahr.
Asteroiden har en diameter på ungefär 5 kilometer.